# 조국전선 (불가리아)
조국전선(불가리아어: Отечествен фронт, 약칭:ОФ)은 1942년부터 1990년까지 존재한 반파시즘 저항운동 조직이자 불가리아 인민공화국의 정치 단체로 불가리아 공산당이 이 단체를 이끌었다. 이 단체는 이념적으로 다양한 정당을 포괄했기에 인민 전선의 일종으로도 분류된다.